# Генок Гойтом
Генок Гойтом (швед. Henok Goitom, тигр. ሄኖከ ጎይትኦም) (нар. 22 вересня 1984, Стокгольм) — шведський та еритрейський футболіст, що грав на позиції нападника, зокрема за АІК та національну збірну Еритреї.
По завершенні ігрової кар'єри — тренер.

## Клубна кар'єра
Народився 22 вересня 1984 року в місті Стокгольм. Вихованець юнацьких команд футбольних клубів «Ессінге», «Інтер Орхой» і «Васалундс ІФ».
У дорослому футболі дебютував 2004 року виступами за команду клубу «Удінезе», в якій провів три сезони, взявши участь лише в одному матчі чемпіонату.
Згодом з 2005 по 2012 рік грав в Іспанії, у складі команд клубів «Сьюдад де Мурсія» (на правах оренди), «Реал Мурсія», «Реал Вальядолід» (на правах оренди) та «Альмерія».
До складу клубу АІК уперше приєднаввся 2012 року, відіграв за його команду три з половиною сезони.
Згодом без особливих успіхів грав в Іспанії за «Хетафе» та у США за «Сан-Хосе Ерсквейкс», після чого повернувся до АІКа. Тут знову став одним з основних гравців атакувальної ланки, взявши протягом 2017–2021 років участь у 142 матчах і забивши 39 голів у чемпіонаті Швеції, після чого завершив ігрову кар'єру.
| Дата       | Місто       | Господарі | Результат | Гості    | Турнір            | Голи | Примітки |
| ---------- | ----------- | --------- | --------- | -------- | ----------------- | ---- | -------- |
| 10-10-2015 | Асмера      | Еритрея   | 0 – 2     | Ботсвана | Відбір до ЧС 2018 | -    |          |
| 13-10-2015 | Франсистаун | Ботсвана  | 3 – 1     | Еритрея  | Відбір до ЧС 2018 | 1    |          |
| 4-9-2019   | Асмера      | Еритрея   | 1 – 2     | Намібія  | Відбір до ЧС 2022 | -    |          |
| 10-9-2019  | Віндгук     | Намібія   | 2 – 0     | Еритрея  | Відбір до ЧС 2022 | -    |          |
| Усього     |             | Матчів    | 4         |          | Голів             | 1    |          |

## Кар'єра тренера
Завершивши виступи на полі, залишився у структурі клубу АІК, приєднавшись до тренерського штабу молодіжної команди.
Пізніше того ж року протягом деякого часу був виконувачем обов'язків головного тренера основної команди клубу, після чого став помічником нового постійного очільника її тренерського штабу Андреаса Бреннстрема.

## Досягнення
Особисті досягнення
- Гравець місяця Аллсвенскан: вересень 2018[2]